# 2022년 FIFA 월드컵 시드 배정
2022년 FIFA 월드컵 시드 배정은 2022년 4월 1일, 카타르 도하 소재 전시-컨벤션 센터에서 진행되었다.

## 시드 배정
2022년 3월 31일 FIFA 랭킹을 기준으로 시드가 배정된다. 포트 1(톱 시드)은 개최국 카타르(자동적으로 A1 자리에 배정)와 랭킹 최상위 7개 팀들이 배정된다. 포트 2는 그 다음 상위권 8개 팀들이 채우고 포트 3은 중위권 8개 팀과 포트 4는 하위권 5개 팀과 2022년 6월에 시행될 대륙간 플레이오프 각 승자 2팀과 연기된 유럽 플레이오프 패스 A 최종 승자이며, 순서대로 배정된다.
| 팀                                           | 2022년 3월 31일 FIFA 랭킹 |
| -------------------------------------------- | ------------------------- |
| 카타르 (개최국)                              | 51                        |
| 브라질                                       | 1                         |
| 벨기에                                       | 2                         |
| 프랑스 (2018년 우승국)                       | 3                         |
| 아르헨티나                                   | 4                         |
| 잉글랜드                                     | 5                         |
| 스페인                                       | 7                         |
| 포르투갈                                     | 8                         |
| 멕시코                                       | 9                         |
| 네덜란드                                     | 10                        |
| 덴마크                                       | 11                        |
| 독일                                         | 12                        |
| 우루과이                                     | 13                        |
| 스위스                                       | 14                        |
| 미국                                         | 15                        |
| 크로아티아                                   | 16                        |
| 세네갈                                       | 20                        |
| 이란                                         | 21                        |
| 일본                                         | 23                        |
| 모로코                                       | 24                        |
| 세르비아                                     | 25                        |
| 폴란드                                       | 26                        |
| 대한민국                                     | 29                        |
| 튀니지                                       | 35                        |
| 카메룬                                       | 37                        |
| 캐나다                                       | 38                        |
| 에콰도르                                     | 46                        |
| 사우디아라비아                               | 49                        |
| 가나                                         | 60                        |
| 오스트레일리아 아시아-남미 플레이오프 승자   | 42                        |
| 코스타리카 북중미-오세아니아 플레이오프 승자 | 31                        |
| 웨일스 유럽 플레이오프 패스 A 승자           | 18                        |

## 최종 대진
각 팀은 8개 팀씩 4개 포트로 나뉘게 된다. 랭킹 상위 7개 팀이 1번 포트에 배정되며, 개최국인 카타르는 1번 포트에 배정됨과 동시에 자동으로 A조에 속하게 된다. 유럽 팀들을 제외한 다른 대륙별 팀들은 서로 다른 조에 편성되며 유럽 팀들은 같은 조에 최대 2개 팀씩 배정된다. 유럽 플레이오프 패스 A 최종승자는 자신을 포함해서 한 조에 유럽팀 최대 2팀까지만 편성될 수 있다. 아시아-남미 플레이오프 승자는 아시아 팀이나 남미 팀과 같은 조에 편성되지 아니하고, 북중미-오세아니아 플레이오프 승자는 북중미 팀과 같은 조에 편성되지 아니한다.
| 포트 1 (개최국, FIFA 랭킹 1위~8위) (랭킹 최상위권)                                                  | 포트 2 (FIFA 랭킹 9위~16위) (랭킹 중위권)                                   | 포트 3 (FIFA 랭킹 20위~35위) (랭킹 중하위)                              | 포트 4 (FIFA 랭킹 37위~60위, 대륙간 플레이오프 승자 2팀, 유럽 플레이오프 패스 A 최종 승자) (랭킹 하위권, 2022년 6월 경기 최종 승자)          |
| --------------------------------------------------------------------------------------------------- | --------------------------------------------------------------------------- | ----------------------------------------------------------------------- | --- |
| 카타르 (개최국, A1에 배정됨) · 브라질 · 벨기에 · 프랑스 · 아르헨티나 · 잉글랜드 · 스페인 · 포르투갈 | 멕시코 · 네덜란드 · 덴마크 · 독일 · 우루과이 · 스위스 · 미국 · 크로아티아 · | 세네갈 · 이란 · 일본 · 모로코 · 세르비아 · 폴란드 · 대한민국 · 튀니지 · | 카메룬 · 캐나다 · 에콰도르 · 사우디아라비아 · 가나 · 웨일스 (유럽 PO 패스A 승자) · 오스트레일리아 (대륙PO 승자) · 코스타리카 (대륙PO 승자) · |

## 편성 결과
| A조                                   | B조                                   | C조                                           | D조                                       |
| ------------------------------------- | ------------------------------------- | --------------------------------------------- | ----------------------------------------- |
| 카타르 · 에콰도르 · 세네갈 · 네덜란드 | 잉글랜드 · 이란 · 미국 · 웨일스       | 아르헨티나 · 사우디아라비아 · 멕시코 · 폴란드 | 프랑스 · 오스트레일리아 · 덴마크 · 튀니지 |
| E조                                   | F조                                   | G조                                           | H조                                       |
| 스페인 · 코스타리카 · 독일 · 일본     | 벨기에 · 캐나다 · 모로코 · 크로아티아 | 브라질 · 세르비아 · 스위스 · 카메룬           | 포르투갈 · 가나 · 우루과이 · 대한민국     |

## 조추첨 결과 특징
- 영국의 구성국인  잉글랜드와  웨일스가 이번 대회에서 B조에서 만나게 된다. 이 조의 나머지 팀 중 한 팀 마저  미국이 들어오는 바람에 4팀 중 3팀이 앵글로 연합으로 구성되었다.
- 프랑스와  덴마크, 그리고  오스트레일리아는 지난 대회에 이어 이번 대회에서도 같은 D조에서 만나게 된다. 같은 사례로  브라질과  스위스, 그리고  세르비아도 지난 대회에 이어 이번 대회에서도 같은 G조에서 만나게 된다.
- 카타르와  네덜란드, 그리고  세네갈은 같은 A조에서 만나는데,  세네갈의 입장에서는 나머지 두 팀과 동시에 본선에 진출한 것이 최초이며, 동시에 같은 조에서 만나게 되었다. 그리고 이 4팀은 이번 월드컵에서 처음으로 맞붙게 된다.
- 2010년 대회 우승국  스페인과 2014년 대회 우승국  독일이 같은 E조에서 만나게 된다.
- 지난 대회, 16강에서 만난  포르투갈과  우루과이가 이번에는 같은 H조에서 만나게 된다.
- 이란은 지난 대회에 이어 이번에도 B조로 배정되었다.

## 같이 보기
- 2018년 FIFA 월드컵 시드 배정